# Sova Books
Sova Books (Сова Букс) – австралійське книжкове видавництво, що спеціалізується на англомовних перекладах української художньої і нехудожньої літератури. Також видає книги про Україну, оригінально написані англійською мовою. Видавництво засноване в 2013 році. Головний офіс видавництва знаходиться в місті Сідней, Австралія.

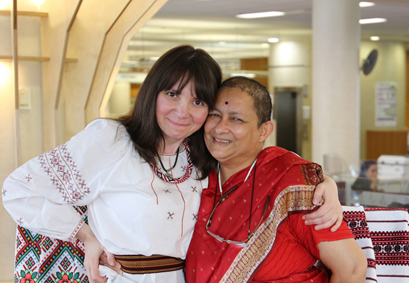
Sova Books під час заходу “Розкажи Казку з України” в 2016 році в бібліотеці Max Webber, Блектаун, Австралія.

## Історія
Перша книга видавництва Sova Books, “Смак України” (“Taste of Ukraine”), вийшла в 2013 році.   В 2014 році отримала одну з престижних нагород міжнародного конкурсу The Gourmand Awards. 
Sova Books бере участь в заходах популяризації української літератури в англомовному світі. В 2016 році видавництво організувало захід “Розкажи Казку з України” (“Tell a Tale from Ukraine”) з виступом в бібліотеці Макса Веббера, Блектаун, Австралія (Max Webber Library).
2017-го року вийшов обмежений тираж книжки “Традиційний Великдень: українські великодні рецепти” (“Traditional Velykden: Ukrainian Easter Recipes”), яка була надрукована на замовлення посольства України в Австралії для презентації на дні української культури. Проєкт був підтриманий КС “Дністер”. 

## Автори
Більшість творів художньої літератури, перекладених видавництвом, належать українським письменникам–класикам та авторам, знищеним радянською владою, таким як Клим Поліщук, Людмила Старицька-Черняхівська, Орест Сомов, Майк Йогансен, Микола Гоголь. Серед сучасних письменників – Петро Гайворонський. Автори передмов, сучасні науковці в Україні та за кордоном: д-р Світлана Крис (університет МакІвена, Едмонтон, Канада), Павло Рибалко (Кіровоградський обласний краєзнавчий музей, м. Кропивницький), д-р Андрій Темченко (Черкаський національний університет імені Богдана Хмельницького, Черкаси).
Серед авторів нехудожньої літератури: Микола Сумцов, Матвій Номис, Петро Єфименко, Світлана Яковенко, тощо.

### Ілюстратори
Видавництво Sova Books співпрацює з митцями Австралії, Болгарії, Румунії, України: Колін Томпсон, Світлана Солдатова, Тетяна Колдуненко, Яніца Славчева, Роксоляна Панчишин, Борта Овідіу, Марія Лавчиева. Твори митців, виконані в різних стилях і жанрах, фігурують як ілюстрації до текстів та прикрашають обкладинки книг. 

### Серії
Головні серії видавництва Sova Books з нехудожньої літератури:
Традиція на Тарілці  (“Tradition on a Plate”) – кулінарна серія, розпочата в 2016 році книгою “Ukrainian Christmas Eve Supper” (англ.; “Український Святвечір”). Серія видана тільки в електронному форматі. Кожна книжка присвячена окремому українському народному, або родинному святу і включає низку рецептів і статей.
Бібліотека Українського Науковця (“Ukrainian Scholar Library”) – серія включає переклади творів українських авторів з різних галузей науки і культури: М. Сумцов, М. Номис, Ю. Липа і т.д. Перша книга з цієї серії, “Історія Писанки” (“The Story of Pysanka: A Collection of Articles on Ukrainian Easter Eggs”) вийшла в 2019 році.

## Співпраця
- Національний художній музей України;
- Інститут мистецтвознавства, фольклористики та етнології імені М. Т. Рильського НАН України;
- Національна бібліотека України імені В. І. Вернадського.

## Критичні огляди
В 2016 році журнал “East/West: Journal of Ukrainian Studies” (том 3, випуск 2) опублікував статтю-рецензію д-ра Світлани Крис (Dr Svitlana Krys) на переклади книг “Жива могила” Людмили Старицької-Черняхівської та “Скарби віків” Клима Поліщука. 
Sherds Podcast присвятив свій 18 випуск книжці “The Witches of Kyiv and Other Gothic Tales by Orest Somov” (“Київські відьми та інші готичні оповідання Ореста Сомова), яку Sova Books видала в 2016 році. 